# Lucas Schlegel
Lucas Schlegel  (* 1994) ist ein Schweizer Unihockeyspieler, der beim Nationalliga-A-Verein Unihockey Tigers Langnau unter Vertrag steht.

## Karriere
Schlegel debütierte 2012 als 18-Jähriger für Chur Unihockey in der Swiss Mobiliar League. In seiner ersten Saison absolvierte er neun Partien und erzielte einen Scorerpunkt. In seiner zweiten Saison absolvierte er fünf Partien mit der ersten Mannschaft, während er zudem noch in der U21-Mannschaft spielte.
2014 wechselte Schlegel zu den Unihockey Tigers Langnau. Er unterschrieb einen Einjahresvertrag mit Option auf Verlängerung. Im Juni 2015 wurde der Vertrag mit Schlegel um zwei Jahre verlängert. Zwei Jahre später wurde sein Kontrakt erneut verlängert.
2019 gewann Jakob mit den Unihockey Tigers Langnau den Schweizer Cup mit einem 9:8-Sieg über den Grasshopper Club Zürich.

## Erfolge
- Schweizer Cup: 2019